# Antar-regény
Az Antar-regény (arab betűkkel ﻗﺼﺔ عنترة – Qiṣṣat ʿAntara, magyarosan Kisszat Antara) az arab irodalom egyik ismert, nagy múltra visszatekintő népi alkotása, mely a középkori Európa lovagregényeivel mutat sok hasonlóságot.
A regény főhőse a 6–7. században élt Antara ibn Saddád, az arabok nemzeti hőse és nagy pogány kori költője, aki a történet szerint bátor, legyőzhetetlen harcos is volt. Személye köré már a keresztes háborúk idejére kalandos „regény” fűződött a népi elbeszélőknek (maddáh) köszönhetően, amely a törzs megbecsüléséért és szerelme, Abla kezéért vívott harcát, valamint különféle hőstetteit dolgozta fel. Az idők folyamán a kalandok átlépték Arábia határát, és az Antarrá rövidült nevű hős költő útja során eljut Görögországba, Indiába, Perzsiába, sőt nem létező, mesebeli országokba is. Vándorlásai közben szörnyetegeket, démonokat, óriásokat terít le, egymaga lekaszabol hatalmas hadseregeket. Bátorsága sosem rendül meg, lelke mindig szilárd marad, erején senki sem tehet túl. Bár a költő a valóságban meg sem érte az iszlám születését, a regényben természetesen a legkegyesebb muszlimnak tüntetik fel.
A téma népszerűségét mi sem jelzi jobban, mint hogy a középkorban sok elbeszélő az Antar-regényre specializálódott (nevük al-antarijja, Antar mesemondói), és a hangszeres kísérettel előadott mesékkel szórakoztatta közönséget. Még ma is léteznek Szíriában és Irakban kávézók, ahol ezeket a csodálatos történeteket hallgathatjuk. A 19. század második felében, amikor az arab világban elterjedt a könyvnyomtatás, a kairói és a bejrúti nyomda is kiadott egy-egy Antar-regényt. Az előbbi kiadása mintegy 32 kötetet tett ki.